# Arlinton Murillo
Arlinton Murillo (Quibdó, Chocó, Colombia; 27 de febrero de 1988) es un futbolista colombiano. Juega de delantero.

## Trayectoria
Fue traspasado a mediados del 2016 al Figueirense club con el que desciende.

## Clubes
| Club                  | País           | Año         |
| --------------------- | -------------- | ----------- |
| Atlético Huila        | Colombia       | 2007 - 2008 |
| Córdoba F. C.         | Colombia       | 2008        |
| Atlético de la Sabana | Colombia       | 2009 - 2010 |
| Deportivo Pereira     | Colombia       | 2010 - 2011 |
| Deportivo Pasto       | Colombia       | 2012 - 2013 |
| NY Cosmos             | Estados Unidos | 2013 - 2014 |
| EC Bahia              | Brasil         | 2015 - 2016 |
| Figueirense           | Brasil         | 2016        |
| Atlético Veragüense   | Panamá         | 2016 - 2017 |

- Datos: Q5704325